# Tid för tystnad
Tid för tystnad med undertiteln Marie Fredrikssons ballader är ett samlingsalbum av Marie Fredriksson, släppt 5 december 2007. Sången "Ordet är farväl" var helt nyskriven till albumet, medan "Ett bord i Solen" är en text på svenska till "A Table in the Sun", som låg på Marie Fredrikssons album "The Change" 2004.

## Låtlista
1. Ordet är farväl - 3:54
2. Ännu doftar kärlek - 3.44
3. Den bästa dagen - 4.17
4. Mot okända hav - 3:51
5. Aldrig som främlingar - 4:37
6. Även vargar måste välja - 2:48
7. Jag brände din bild - 4.22
8. Tid för tystnad - 3:55
9. Ett bord i Solen (A Table in the Sun) - 3:22
10. Den ständiga resan - 4:04
11. Medan tiden är inne - 3.44
12. Min trognaste vän - 4:07
13. Vinterängel - 4.32
14. Sparvöga - 4:05
15. Den sjunde vågen - 6.21
16. Ett hus vid havet - 1:28
17. Så skimrande var aldrig havet - 3.52
18. Berusa mig - 5:06
19. Tro - 4.59

## Listplaceringar
| Lista (2007-2008) | Topplacering |
| ----------------- | ------------ |
| Sverige           | 32           |